# توني جاي
توني جاي (بالإنجليزية: Tony Jay)‏ ، (ولد في 2 فبراير 1933 - توفي في 13 أغسطس 2006) كان ممثل بريطاني .

## أعمال

### أفلام
- الحب والموت - فلاديمير ماكسيموفيتش
- دوريت الصغيرة - دكتور
- التؤام - البروفيسور ويرنر ,الراوي
- الجميلة و الوحش - مسيو دارك
- توم و جيري ذا موفي - ليكبوت المحامي
- لينا الصغيرة - بوول
- جميع الكلاب تذهب إلى الجنة 2 - ريجنالد
- أحدب نوتردام - كلود فرولو
- فيلم راجراتس - دكتور فيرنر ليبشيتز
- أوستن باورز: الجاسوس الذي غيرني - الراوي
- الفسحة: انتهاء الدراسة - دكتور روزنتال
- كوكب الكنز - الراوي
- كتاب الغابة 2 - شير خان النمر
- ناوسيكا أميرة وادي الرياح - الرواي " نسخة دبلجة ديزني 2005 "

### مسلسلات
- ذا غولدن غيرلز - لازلو
- هانتر - الأب مايكلز
- الجميلة و الوحش - باراسيلسوس
- السنافر - ميرلين
- لاسي الجديدة - السيد شبرد
- ماتلوك - جون بوسلي هاكيت
- توين بيكس - دوجي ميلفورد
- ميرفي براون - د. واد بنوا
- البط السري -
- نايت كورت - جوزيف سكيافيلي
- مغامرات في أوديسي - فريد ج. فاوستوس
- مغامرات باسل - سينان ، بارون الريك ، قاضي
- ستار تريك: الجيل التالي - الوزير الثالث كامبيو
- أبناء توم وجيري
- راجراتس - دكتور فيرنر ليبشيتز ، الراوي
- حورية البحر - نجمة أمنية
- كلاب غبية 2 - الرئيس
- علاء الدين - ساحر
- الكراغل - أنوبيس
- حكايات فيليكس القط - بطة مختلس ، جاجو دونات ، سيد ساحر
- فرسان الكوكب - يتي
- أنيمانياك - الراوي
- سوبرمان - سول فان
- الفتى برونو - جارلسبرغ
- سلاحف النينجا - اللورد دريج
- سبايدرمان - بارون موردو
- بينكي وبرين - كاهن مصري
- جومانجي - سيد جومانجي
- فريق البط - رايث
- مغامرات من كتاب الفضائل - الملك داريوس
- الفسحة - الملك آرثر ، السياج ، القديس بطرس
- تيمون و بومبا - مساعد الإمبراطورة ، مفتش الغابة
- جوني برافو
- أعمال ميكي ماوس - نعامة
- بظ يطير وقيادة الكوكب - دكتور انيموس
- لويد في الفضاء - دكتور ويرنر فون براون
- أسطورة طرزان - صياد ألماني
- دار الفار - المرآة السحرية ، شير خان ، نعامة
- راجراتس
- مراهقو التايتنز - الراوي
- هيا آرنولد! - ريكس سميث هيغينز

### الالعاب الفيديو
- كينغز كويست 6 - النقيب صلاح الدين ، القوس الكاهن
- قصص ديزني المتحركة: أحدب نوتردام - كلود فرولو
- بلود أومين: ليغسي أوف كاين - مورتانيوس ، وليام العادل ، الكيان المظلم
- فول أوت - الملازم
- ليجسي أوف كاين: سول ريفير - ايلدر جود , زيفون
- آيسوايند ديل - كريسلاك
- سول ريفير 2 - ايلدر جود
- عودة إلى قلعة ولفينشتاين
- أرميد أند دنجروس - الملك
- ليغسي أوف كاين: ديفاينس - ايلدر جود

## وصلات خارجية
- توني جاي على موقع IMDb (الإنجليزية)
- توني جاي على موقع ألو سيني (الفرنسية)
- توني جاي على موقع ميوزك برينز (الإنجليزية)
- توني جاي على موقع أول موفي (الإنجليزية)
- توني جاي على موقع قاعدة بيانات برودواي على الإنترنت (الإنجليزية)
- توني جاي على موقع قاعدة بيانات الأفلام السويدية (السويدية)
- توني جاي على موقع إن إن دي بي (الإنجليزية)
- توني جاي على موقع ديسكوغز (الإنجليزية)
- توني جاي على موقع قاعدة بيانات الفيلم (الإنجليزية)
- توني جاي على موقع كينوبويسك (الروسية)